# Giorgio Mancini
Giorgio Mancini (Atessa, 29 febbraio 1964) è un danzatore e coreografo italiano.

## Biografia
Dopo aver compiuto studi scientifici e avere studiato danza con Rossana Raducci Vantaggio, Giorgio Mancini frequenta l'Accademia Nazionale di Danza di Roma e continua la sua formazione al Corso di Perfezionamento dell’Ater Balletto e alla scuola Mudra di Maurice Béjart con Jan Nuyts, prima di entrare a far parte del Balletto del XX secolo e poi del Béjart Ballet Lausanne, dove interpreta numerosi ruoli da solista.
Giorgio Mancini prosegue poi la sua carriera di ballerino al Centro coreografico nazionale di Tours sotto la direzione di Jean-Christophe Maillot e poi al Grand Théâtre de Genève, con Gradimir Pankov, dove interpreta numerosi ruoli principali nelle coreografie di Kylian, Neumeier, Ek, Naharin, Galili e Bruce.
Nel 1989 riceve il Premio Positano Léonide Massine consegnatogli da Rudolf Nureyev e nel 1995 il Premio Danza e Danza. Dal 1996 al 1999 è uno dei coreografi scelti per le Variazioni libere del prestigioso concorso “Prix de Lausanne”.
Nel 1995 è chiamato a dirigere il balletto del Grand Théâtre de Genève dove rimarrà fino al 2003. Al termine di questa soddisfacente esperienza, Giorgio Mancini viene nominato direttore di MaggioDanza, il Corpo di Ballo del Maggio Musicale Fiorentino. Per entrambe le istituzioni oltre a creare proprie coreografie, programma titoli di coreografi di fama internazionale.
Mentre è direttore di MaggioDanza Giorgio Mancini collabora anche come coreografo invitato con il Teatro alla Scala di Milano e la Biennale d’Arte di Venezia.
A partire dal 2008 è coreografo indipendente e in questa sua veste crea per il Balletto Reale delle Fiandre, il Teatro San Carlo di Napoli, il Ballet Nice-Méditerranée, il Balletto di Roma, il Balletto di Karlsruhe e il Conservatorio Nazionale di Lione.
Nell’ottobre 2010 dirige il progetto europeo per giovani danzatori in Abruzzo con i quali crea lo spettacolo Danserie con il quale parteciperà nel 2011 al Monaco Dance Forum di Montecarlo.
Nell'agosto 2011 fonda una nuova compagnia di danza  - il GM Ballet – e per il suo debutto ufficiale sceglie Firenze e precisamente il suggestivo Cortile di Palazzo Strozzi per crearvi un pas de deux sulla musica di Tristan und Isolde di Wagner, nell’adattamento al piano di Franz Liszt. Si tratta di una coreografia “live”, ovvero “creata in diretta davanti al pubblico”.
Con il GM Ballet l’attività coreografica di Mancini prosegue incessantemente in Italia e in Europa con creazioni di grande successo.Tra il 2013 e il 2014 torna al Maggio Musicale Fiorentino in qualità di coreografo e responsabile artistico di MaggioDanza.
Dopo il Suo primo studio coreografico sul tema della morte d'Isotta, il 28 dicembre 2014, ha presentato, in occasione degli spettacoli d’inaugurazione del nuovo Teatro dell’Opera di Firenze - Maggio Musicale Fiorentino, una nuova coreografia, Tristano e Isotta, creata per Dorothée Gilbert e Mathieu Ganio, étoiles dell'Opéra di Parigi. Con questo titolo ha inaugurato anche la 63ª edizione del Festival di Ravello, per la prima volta affidato ad uno spettacolo di danza. Il successo di questa coreografia ha portato a molte altre presentazioni in Lussemburgo, a Madrid, in Russia ed in Giappone.
Nel 2016 a Lussemburgo, viene invitato a creare una nuova coreografia di L’après-midi d’un faune per la Festa della Musica.
Nel 2017, Giorgio Mancini presenta, sempre in Lussemburgo, in prima mondiale con il GM Ballet, la sua nuova creazione Fantasia, ispirata al mondo del cartone animato, e sempre nello stesso anno rimette in scena il suo balletto Coppelia per l’Opera di Roma e crea  Danzo per i 140 allievi della scuola dell'Opera.
A Tokyo nel 2018 va in scena la sua coreografia  Wesendonck Lieder creata per Germain Louvet et Hugo Marchand, étoiles dell'Opéra de Paris e per Hannah O'Neill, prima ballerina dell'Opéra de Paris.
Al Festival della Canzone Italiana di Sanremo 2019 crea una coreografia per Eleonora Abbagnato e Friedemann Vogel sulla canzone di Francesco Renga Aspetto che torni cantata in duetto con Tony Bungaro.
Nel luglio 2019 crea Imago per la scuola di danza dell'Opera di Roma e Le Spectre, ispirato a Lo Spettro della Rosa di Fokine per la compagnia di Daniele Cipriani a Roma ed è coreografo per l’Aida in una nuova produzione del Teatro dell'Opera di Roma alle Terme di Caracalla; è poi direttore artistico per il Grand Gala 2019 a Tokyo ed Osaka prodotto da TBS, per il quale crea Callas, la voce che danza  per Dorothée Gilbert, Amandine Albisson, Leonor Baulac, Hannah O’ Neill, Mathieu Ganio, Germain Louvet, Hugo Marchand, Audric Bezar, étoiles e premieres danseurs del Ballet de l'Opéra de Paris.
Nell'aprile 2021, durante il periodo di chiusura dei teatri a causa della pandemia di Covid-19, firma per il balletto dell'Opera di Roma la serata E una sera... Chopin, trasmessa in streaming.
Crea nel luglio 2022  Fantasie di Pinocchio  per ArteDanza di Rossana Raducci Vantaggio  in omaggio a Giancarlo Vantaggio suo primo coreografo, balletto che sarà ripreso nello stesso anno per la Scuola di Danza del Teatro dell'Opera di Roma in una nuova versione dal titolo Pinocchio, una fantasia. Sempre nel 2022 firma  Rainbow, Love & Peace per la serata « Giulietta «  di Eleonora Abbagnato prodotta da Daniele Cipriani per il Teatro Romano di Verona ed il Festival di Nervi .
Nel 2024 la sua nuova creazione Nuit dansèe per i Solisti dell'Opera di Roma  debutta a Parigi al Palais de Congrès nella serata "Les nuits Dior" e partirà poi in tournée a Dubai e a Roma alle Terme di Caracalla. Nel luglio dello stesso anno riprende per la Scuola di Danza del Teatro dell'Opera di Roma Danzo per lo spettacolo di fine anno degli allievi della scuola. 
Nel gennaio 2025 crea per Mathieu Gagnio, étoile dell'Opéra di Parigi, e Rei Yuzuka, star dello show business giapponese A day in the sun per la serata di gala in onore di Mathieu Gagnio, ad Osaka, Nagoya e Tokyo.
È stato giurato in vari concorsi internazionali di danza fra cui il Premio Dom Perignon, istituito da John Neumeier, e il Concours de Promotion de l’Opéra de Paris, invitato da Hugh Gall e Brigitte Lefevre.

## Coreografie originali
- In-contro - Grand Théâtre de Genève (1993)

- Polo Zero -  Grand Théâtre de Genève (1996)

- Soliloqui a due -  Grand Théâtre de Genève (2000)

- Between dusk and dawn -  Grand Théâtre de Genève (2003)

- Words no longer heard - Grand Théâtre de Genève  (2004)

·         Eppur si move - Firenze, Maggio Musicale Fiorentino (2004)
- In una parte di cielo - Firenze, Maggio Musicale Fiorentino (2005)

- Giulietta e Romeo - Firenze, Maggio Musicale Fiorentino (2006)

- Ascanio in Alba (coreografie dell’opera di Mozart)  - Milano, Teatro alla Scala (2006)

- Equilibri  - Biennale d’Arte di Venezia,  per il finissage dell’installazione di Joseph Kosuth (2007)

- Schiaccianoci - Firenze, Maggio Musicale Fiorentino (2007)

- Mozart per gioco -  Firenze, Maggio Musicale Fiorentino (2008)

- In-Contro (nuova versione)- Scuola del Balletto Reale delle Fiandre (2009)

- Coppelia - Teatro San Carlo di Napoli (2009)

- H pour P -  La Campanella, su musiche di Paganini  -  Nizza, Ballet Nice-Méditerranée (2010)

- Danserie,  progetto europeo per giovani danzatori abruzzesi (2010)

- Tristan un Isolde (su musiche di Wagner/Liszt) - “creazione live” - Firenze Cortile di Palazzo Strozzi (2011)

- Flora (dal romanzo di Michael Cunningham, “The Hours”, musica di Philip Glass)  - Firenze, Giardino di Villa La Pietra, New York University (2012)

- A nima -“creazione live “ - Lussemburgo, Giardino del Museo Villa Vauban e Firenze, Cortile di Palazzo Strozzi (2012)

- A nima (seconda vers. per 40 danzatori) -  Firenze, Teatro del Maggio Musicale Fiorentino (2013)

- Coppelia (seconda vers.) - Firenze, Teatro del Maggio Musicale Fiorentino (2013)

- Giselle - Firenze, Teatro del Maggio Musicale Fiorentino (2013)

- L U N A “creazione live” sulle sonate per pianoforte di Beethoven - Firenze, Cortile di Palazzo Strozzi (2013)

- A nima (terza vers. per 8 danzatori) - Lione, Jeune Ballet del Conservatorio Nazionale Superiore (2014)

- Tristano e Isotta Firenze, Teatro del Maggio Musicale Fiorentino (2014)

- Creazione live sulla musica «Adagio sulla quarta corda di Bach» -  Montreux (2015)

- L’après-midi d’un faune, Lussem,burgo – Festa della Musica (2016)

- Fantasia -  Lussemburgo, GM Ballet.  (2017)

- Danzo per 140 danzatori – Roma , Scuola dell'Opera di Roma (2017)

- Wesendonck Lieder  - Tokyo (2018)
- Imago - Roma (2019)
- Le Spectre - Roma (2019)
- Callas, la voce che danza - Tokyo e Osaka (2019)
- E una sera... Chopin - Roma, Teatro dell'Opera (2021)
- Fantasie di Pinocchio - Pescara, Teatro Circus (2022)
- Pinocchio, una fantasia - Roma, Teatro Nazionale (2022) e Teatro Argentina (2023)
- Rainbow, Love & Peace - Verona, Teatro Romano (2022)
- Nuit dansée - Parigi, Palais de Congrès (2024)
- A day in the sun - Osaka National Theatre (2025)| Controllo di autorità | VIAF (EN) 1054149198358674940007 · GND (DE) 112928882X |